# Armeense kathedraal (Moskou)
Het Armeense kathedraalcomplex van Moskou (Armeens: Մոսկվայի հայկական վանքային համալիր; Russisch: Армянский храмовый комплекс в Москве) wordt de residentie van de exarch van het bisdom Novo-Nachitsjevan en Rusland van de Armeens-Apostolische Kerk. Het complex wordt een van de spirituele centra van de Armeense geloofsgemeenschap in Rusland. Na de voltooiing zal de kathedraal van het complex de grootste Armeense kathedraal zijn buiten Armenië.

## Geschiedenis
De bouwlocatie voor het project werd al in 1996 door de autoriteiten van Moskou aangewezen. Het project liep echter vertraging op door verduistering van $ 3.000.000 uit de fondsen die waren gedoneerd voor de bouw. De in 2001 aangestelde bisschop Yezras Nersissian moest orde op zaken stellen en opnieuw geld inzamelen voor de bouw, zodat pas in het jaar 2006 kon worden begonnen met de bouw. De architect van het complex is Artak Gulian. Op 23 oktober 2011 wijde zijne heiligheid Karekin II de kruisen van de kathedraal in aanwezigheid van geestelijken en Armeniërs in de diaspora.

## Beschrijving
Het complex bestaat uit de kathedraal, een kleinere Heilig-Kruiskerk, een museum en bijgebouwen voor religieuze, educatieve, culturele, administratieve en representatieve functies. De kathedraal werd gebouwd volgens de strikte regels van de Armeense kerk en conform de tradities van de klassieke Armeense architectuur. Het complex staat op een stenen basis, hetgeen typisch is voor de Armeense kerkarchitectuur. De kathedraal is berekend voor 1000 gelovigen.
Het gehele complex beslaat een terrein van 13.200 m². De hoogte van de kathedraal is ongeveer 50 meter (zonder kruis) en de diameter van de koepel 21 meter. Het belangrijkste kruis heeft een hoogte van 7 meter, de overige vijf kruisen rijken tot een hoogte van vier meter. Het bouwmateriaal bestaat uit tufsteen uit Armenië, de kathedraal werd gebouw van okerkleurige tufsteen, de kapel en de bijgebouwen van oker-oranje tufsteen. Onder het complex is een parkeergelegenheid.

## Afbeeldingen

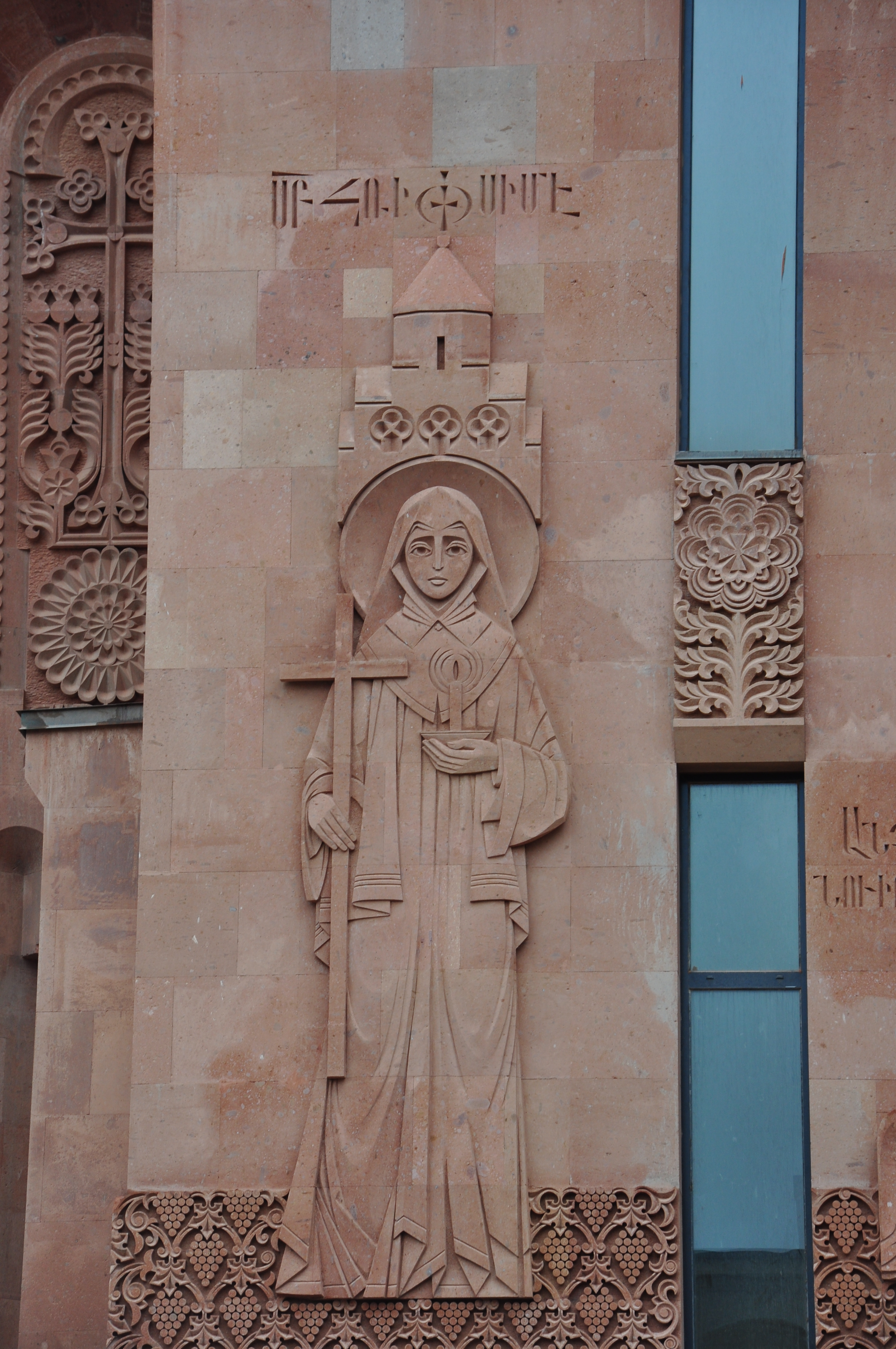
Muurdecoratie Sint-Hripsime
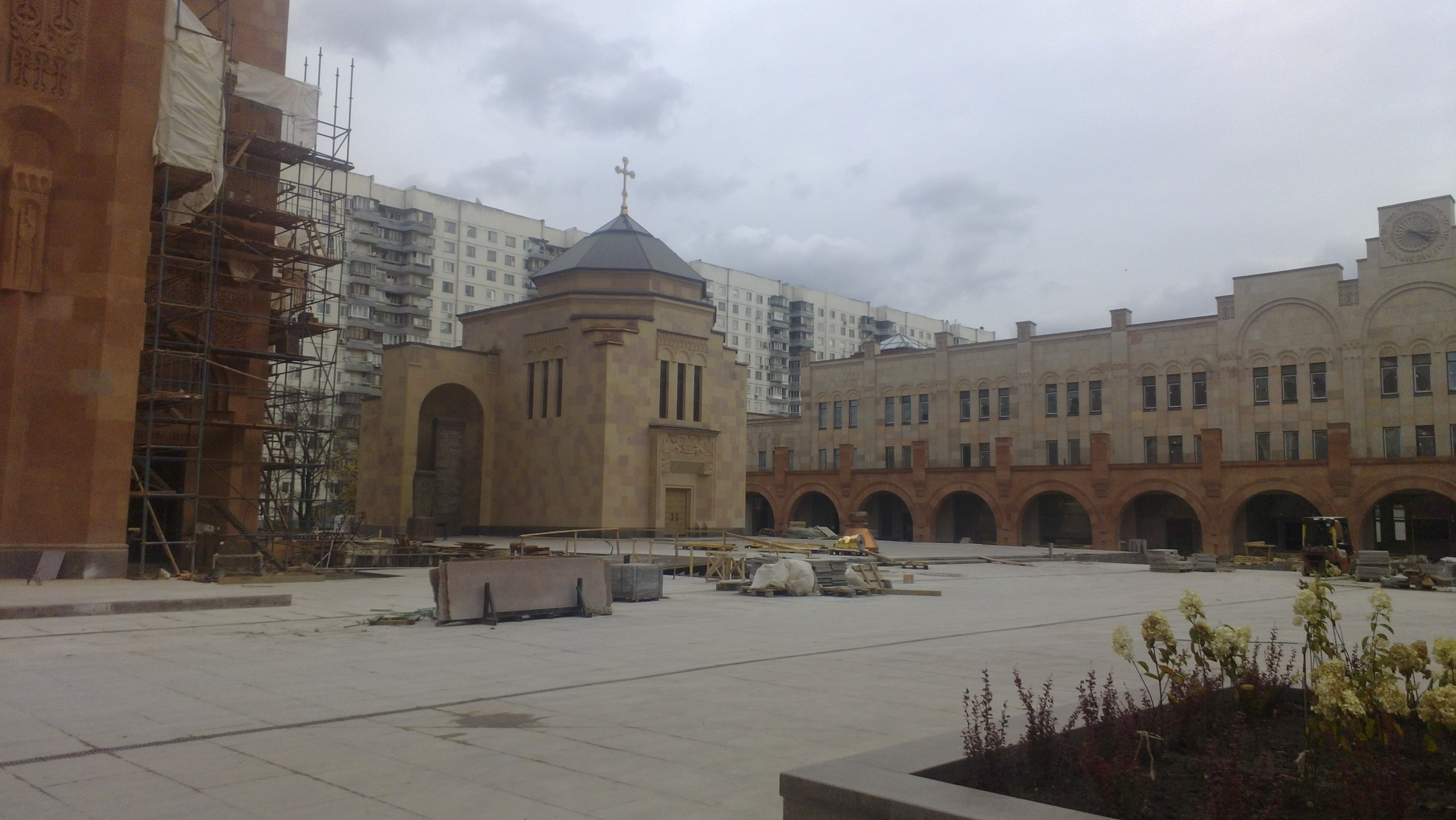
Heilig Kruiskapel
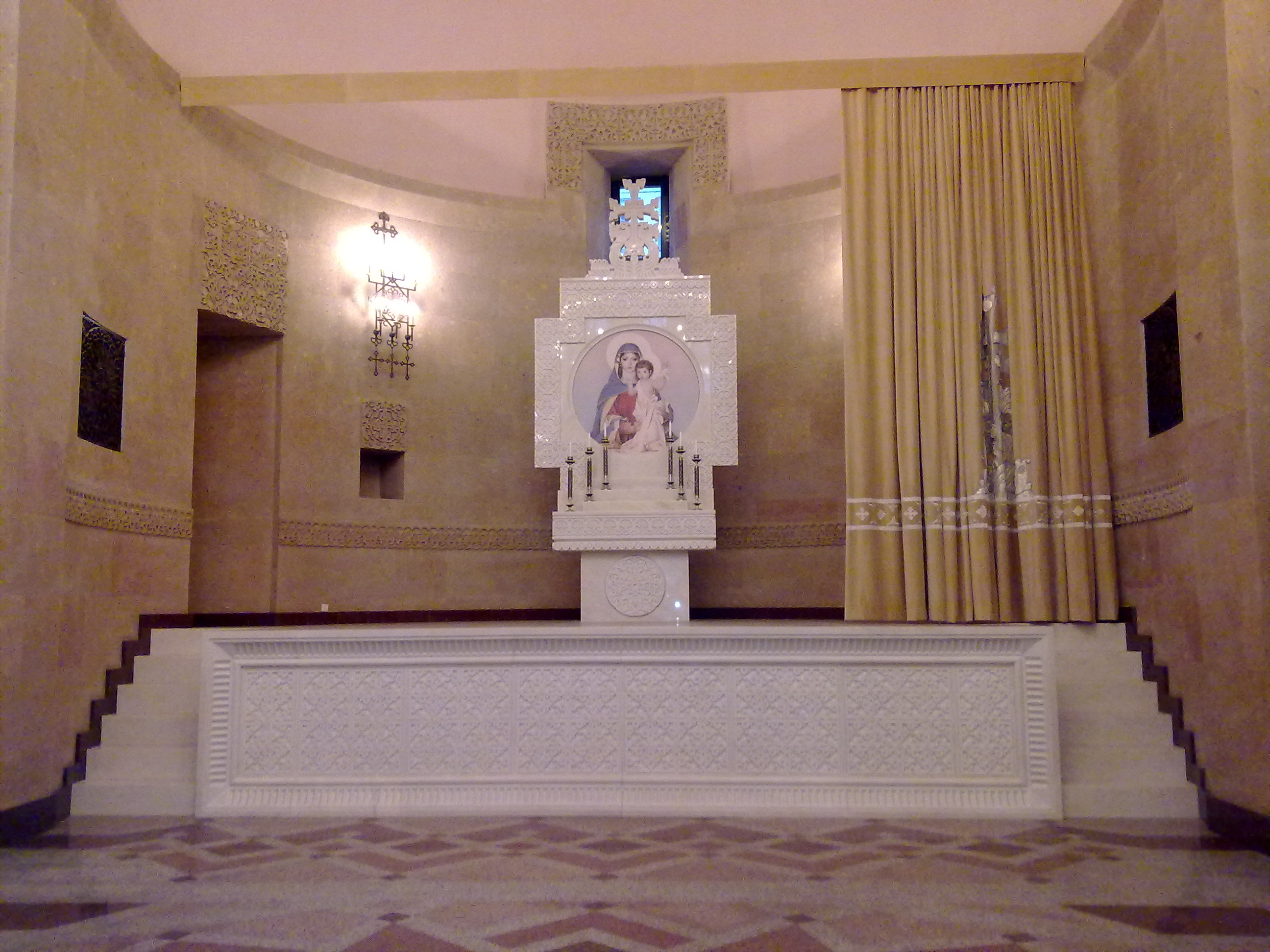
Altaar van de kapel
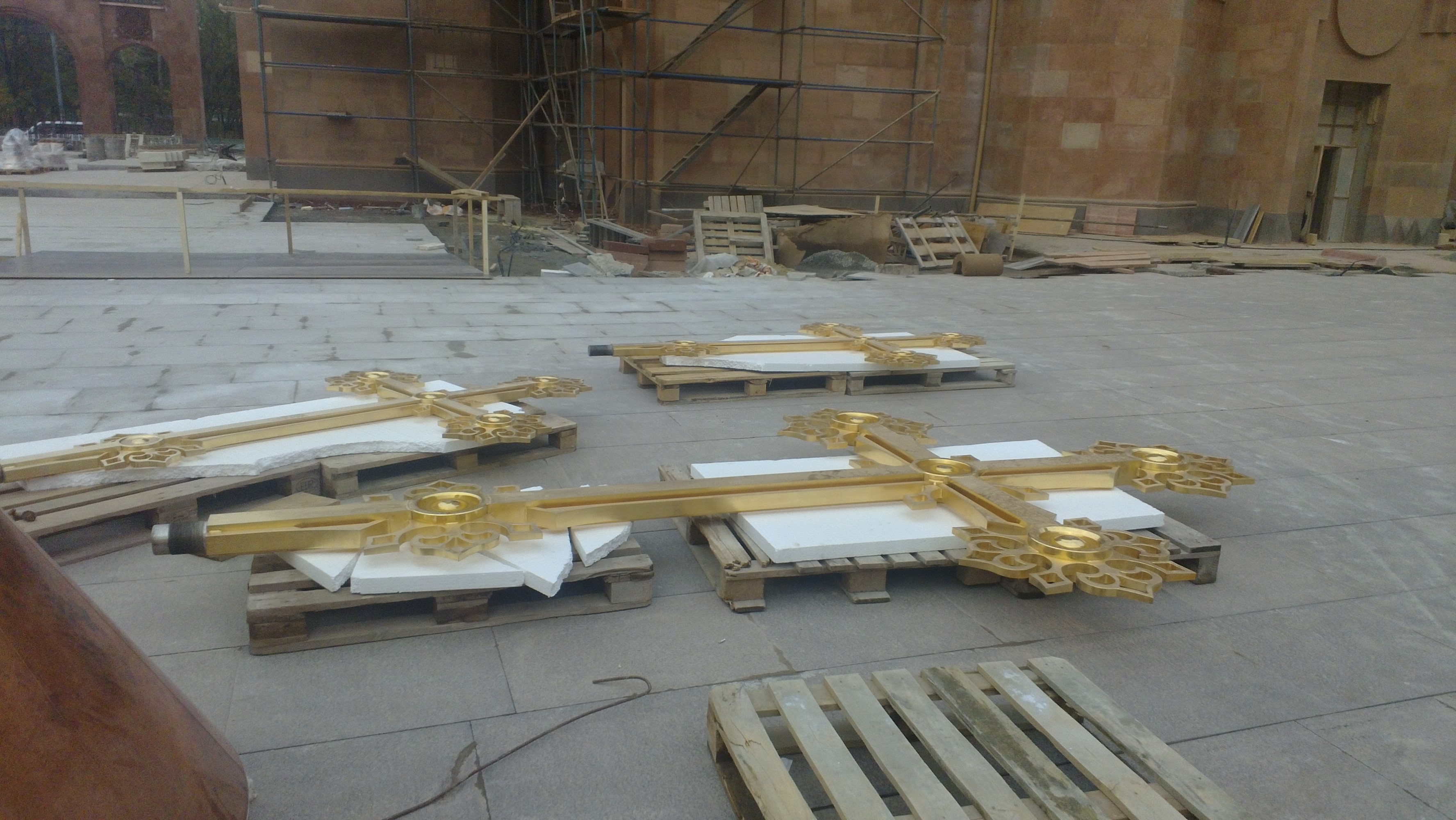
De intussen geplaatste kruisen
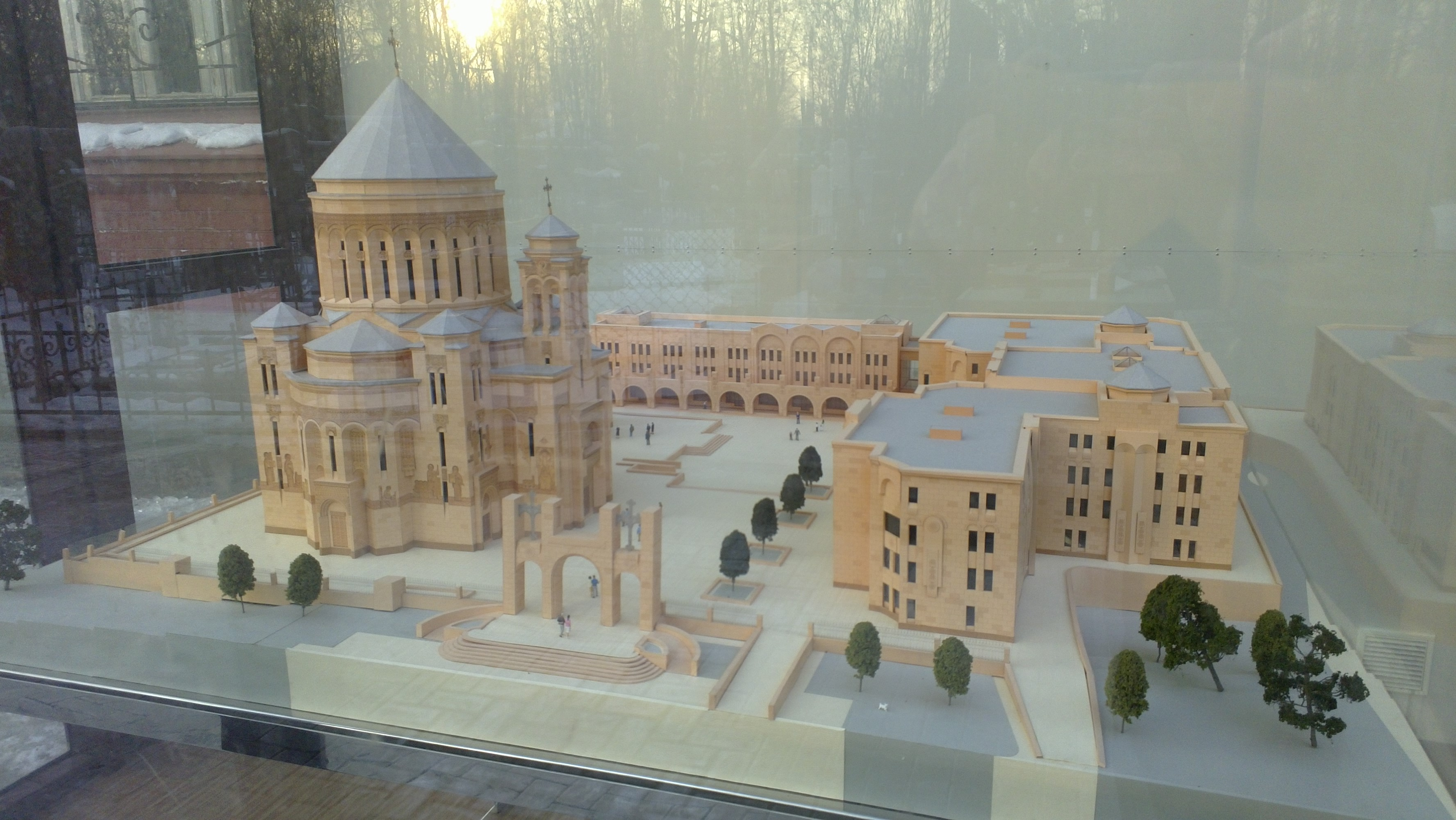
Maquette complex